# Татомир Ужгородсько-Береговський
Татомир — князь (воєвода) Ужгородсько-Береговський з династії Довгаїв. Правив між 1280 і 1320 рр.
Татомир був князем Ужгородським і Береговським. Правив на Закарпатті, на прикордонних землях між Королівством Руси і Угорським королівством.  
Мав синів: 

- Сенеслав, князь Ужгородський
- Максим, князь Іршавський
- Крачун де Білка, князь Береговський.